# Plumatella similirepens
Plumatella similirepens är en mossdjursart som beskrevs av Charles Thorold Wood 200. Plumatella similirepens ingår i släktet Plumatella och familjen Plumatellidae. Inga underarter finns listade i Catalogue of Life.